# شهرستان کلینتون (نیویورک)
شهرستان کلینتون (به انگلیسی: Clinton) واقع در ایالت نیویورک است. جمعیت این شهرستان بر اساس سرشماری سال ۲۰۱۰ آمریکا ۸۲۱۲۸ نفر گزارش شده‌است. مرکز شهرستان کلینتون شهر پلتسبورگ است.این شهرستان در سال ۱۷۸۸ بنیانگذاری شده‌است و نام آن برگرفته از نام جورج کلینتون اولین فرماندار ایالت نیویورک است.